# Озеро страха (серия фильмов)
«Озеро страха» (англ. Lake Placid) — американская серия фильмов ужасов и комедий о крокодилах-убийцах, созданная Дэвидом Келли. Серия фильмов произведена кинокомпанией Sony Pictures Home Entertainment. Сериал начался с фильма Лейк-Плэсид: Озеро страха (1999 года), режиссером которого стал Стив Майнер, за которым последовало пять телевизионных продолжений из-за кассового провала первого фильма: Озеро страха 2 (2007 года) режиссера Дэвида Флореса, Озеро страха 3 (2010 года) режиссера Гриффа Ферста, Озеро страха 4: Последняя глава (2012 года) режиссера Дона Майкла Пола, Озеро страха: Анаконда (2015 года) режиссера А. Б. Стоуна, являющаяся кроссовером-продолжением и перезапуск Озеро страха: Наследие (2018) режиссера Даррелла Рудта. Каждая часть сосредоточена вокруг гигантских крокодилов-убийц длиной примерно 30 футов в вымышленном месте Блэк-Лейк, и усилий различных групп по поимке или уничтожению этих существ. Во всех фильмах, кроме Озера страха: Наследия (так как это перезапуск, соответственно он рассказывает свою историю, не связанную с оригинальной серией), упоминаются члены вымышленной семьи Бикерман.
Первая часть получила в основном смешанные отзывы, а остальные фильмы получали исключительно негативные отзывы из-за использования нереалистичной компьютерной графики и скучного сюжета.

## Фильмы
| Фильм                           | Дата релиза       | Режиссёр      | Сценарист                                           | Продюсер                                   |
| ------------------------------- | ----------------- | ------------- | --------------------------------------------------- | ------------------------------------------ |
| Лэйк Плэсид: Озеро страха       | Июль 16, 1999     | Стив Майнер   | Дэвид Кэлли                                         | Дэвид Келли, Майкл Прессман и Питер Богарт |
| Озеро страха 2                  | Апрель 28, 2007   | Дэвид Флорес  | Тод Хурвич и Хови Миллер                            | Джеффри Бич и Филипп Рудт                  |
| Озеро страха 3                  | Август 21, 2010   | Гриф Ферст    | Дэвид Рид                                           | Джеффри Бич и Филипп Рудт                  |
| Озеро страха 4: Последняя глава | Сентябрь 29, 2012 | Дон Майкл Пол | Дэвид Рид                                           | Джеффри Бич и Филипп Рудт                  |
| Озеро страха: Анаконда          | Апрель 25, 2015   | А. Б. Стоун   | Беркели Андерсон                                    | Джеффри Бич и Филипп Рудт                  |
| Озеро страха: Наследие          | Май 28, 2018      | Даррелл Рудт  | Джонатан Ллойд Волкер, Мэтт Венаблес и Джереми Смит | Лэнс Самуэлс                               |

### Лэйк Плэсид: Озеро страха (1999)
Лэйк Плэсид, тихое озеро, скрытое в девственных заповедных лесах Америки, завораживает своей древней красотой. Но эти спокойные воды окутывает ужасающая тайна, грозящая гибелью тем, кто захочет раскрыть ее. На темном дне в предвкушении следующей жертвы затаилось гигантское чудовище, которому не место ни в этом времени, ни в этом озере. Несчастного, нарушившего невидимую границу, ожидает верная смерть. Фатальная неизбежность леденит кровь и парализует разум, заставляя расставаться с надеждой на спасение.

### Озеро страха 2 (2007)
Останки конечностей съеденного заживо бедолаги, найденных в районе озера, взбудоражили маленький городок. Шериф города вместе с натуралистом из Нью-Йорка, оказавшейся бывшей его возлюбленной, и эксцентричным охотником возглавляет команду, призванную пресечь в корне нежелательные повторы ситуации. Людей начинает пожирать невидимый монстр. Зловещее зрелище кровавого противоборства держит всех горожан в безудержном страхе, а публику в невероятном напряжении.

### Озеро страха 3 (2010)
Егерь переезжает со своей семьей и селится около того самого озера, некогда место смертельных нападений крокодилов. Местные жители уверяют его, что крокодилы исчезли, но его озорной маленький сын находит несколько детенышей крокодилов и начинает их кормить. Они быстро вырастают в очень больших взрослых и начинают нападать на семью егеря и близлежащий город.

### Озеро страха 4: Последняя глава (2012)
Реба, выжившая в последней схватке с крокодилами и превратившаяся с тех пор в бравую охотницу, оказывает содействие властям в дальнейшей борьбе с рептилиями. Вокруг озера возводят электрифицированное ограждение, но даже его недостаточно, чтобы изолировать опасную зону: за забор проникает развлекающаяся молодёжная компания, да и браконьеры не упустят подвернувшегося шанса подзаработать.

### Озеро страха: Анаконда (2015)
Гигантский аллигатор хочет сразиться с не менее гигантской Анакондой. Городской шериф должен найти способ уничтожить двух монстров, прежде чем они уничтожат весь город. Кроссовер-продолжение с серией фильмов Анаконда.

### Озеро страха: Наследие (2018)
В центре этой совершенно новой истории находится группа исследователей. Эти ребята собираются пробраться в одну зону, которая является засекреченной. Эту локацию невозможно найти на картах, и о ней вам не скажет даже интернет. Эта территория скрыта от любопытных глаз электрической проволокой, и рядом препятствий. Но эти исследователи не так-то просты, чтобы их остановило хоть что-то, на пути к тому, что им по-настоящему интересно. Это команда понимает, что раз это место так хорошо охраняется, это значит лишь одно — здесь можно увидеть кое-что очень любопытное, и возможно даже таинственное.

## Актёры и персонажи
| Персонаж          | Фильмы                    | Фильмы          | Фильмы               | Фильмы                          | Фильмы                 | Фильмы                 |  |
| Персонаж          | Лэйк Плесид: Озеро страха | Озеро страха 2  | Озеро страха 3       | Озеро страха 4: Последняя глава | Озеро страха: Анаконда | Озеро страха: Наследие |  |
| Персонаж          | 1999                      | 2007            | 2010                 | 2012                            | 2015                   | 2018                   |  |
| ----------------- | ------------------------- | --------------- | -------------------- | ------------------------------- | ---------------------- | ---------------------- |  |
| Джек Веллс        | Билл Пуллман              |                 |                      |                                 |                        |                        |  |
| Келли Скотт       | Фриджет Фонда             |                 |                      |                                 |                        |                        |  |
| Гектор Кур        | Оливер Платт              |                 |                      |                                 |                        |                        |  |
| Шериф Шанк        | Брендан Глиссон           |                 |                      |                                 |                        |                        |  |
| Шэрон Гер         | Мередих Саленжер          |                 |                      |                                 |                        |                        |  |
| Джеймс Рилли      |                           | Джон Шнейдер    |                      |                                 |                        |                        |  |
| Эмма Ворнер       |                           | Сара Лафлер     |                      |                                 |                        |                        |  |
| Джек Струтерс     |                           | Сэм МакМиррай   |                      |                                 |                        |                        |  |
| Скотт Рилли       |                           | Майкл Коллинс   | Флешбек              |                                 |                        |                        |  |
| Керри             |                           | Алисия Зиглер   | Флешбек              |                                 |                        |                        |  |
| Ахмат Андрюс      |                           | Джо Холд        |                      |                                 |                        |                        |  |
| Тад Хайланд       |                           | Аян Рил Кестлер |                      |                                 |                        |                        |  |
| Ларри Виллис      |                           | Джастин Ирич    |                      |                                 |                        |                        |  |
| Реба              |                           |                 | Янси Батлер          | Янси Батлер                     | Янси Батлер            |                        |  |
| Элли              |                           |                 | Кесси Кларк          |                                 |                        |                        |  |
| Брэд Виллис       |                           |                 | Марк Эванс           |                                 |                        |                        |  |
| Аарон Фитцгеральж |                           |                 | Нилс Хогнестад       |                                 |                        |                        |  |
| Тара Кендрик      |                           |                 | Анжелика Пен         |                                 |                        |                        |  |
| Чарли Берман      |                           |                 | Брайан Ландон        |                                 |                        |                        |  |
| Тони Виллинжер    |                           |                 | Майкл Айронсайд      |                                 |                        |                        |  |
| Тереза Гиоф       |                           |                 |                      | Элизабет Роум                   |                        |                        |  |
| Райан Лоуфин      |                           |                 |                      | Пол Николс                      |                        |                        |  |
| Хлоя Гиоф         |                           |                 |                      | Поппи Ли Фрайар                 |                        |                        |  |
| Макс Лоуфин       |                           |                 |                      | Бенедикт Смит                   |                        |                        |  |
| Элайн Форд        |                           |                 |                      | Каролин Форд                    |                        |                        |  |
| Бриттани Фаннинг  |                           |                 |                      | Скарлетт Бурн                   |                        |                        |  |
| Дрю               |                           |                 |                      | Даниэл Блэк                     |                        |                        |  |
| Дебюти Нермал     |                           |                 |                      | Джефф Стевард                   |                        |                        |  |
| Вилл Тулл         |                           |                 |                      |                                 | Корин Немек            |                        |  |
| Бетани Тулл       |                           |                 |                      |                                 | Скай Лоури             |                        |  |
| Сара Мёрдок       |                           |                 |                      |                                 | Аннабель Врайт         |                        |  |
| Бич               |                           |                 |                      |                                 | Стефен Биллингтон      |                        |  |
| Тиффани Джонс     |                           |                 |                      |                                 | Лаура Дэйл             |                        |  |
| Марго             |                           |                 |                      |                                 | Али Игл                |                        |  |
| Д. Фергюсон       |                           |                 |                      |                                 | Оливер Волкер          |                        |  |
| Джейд             |                           |                 |                      |                                 |                        | Катерина Баррел        |  |
| Сэм               |                           |                 |                      |                                 |                        | Тим Розон              |  |
| Элис              |                           |                 |                      |                                 |                        | Сэм Беннет             |  |
| Хендерсон         |                           |                 |                      |                                 |                        | Джо Панталиано         |  |
| Бикерманы         |                           |                 |                      |                                 |                        |                        |  |
| Делорес Бикеман   | Бетти Уайт                | Фотография      |                      | Упоминается                     |                        |                        |  |
| Седи Бикерман     |                           | Клорис Личмен   | Флешбек и фотография | Упоминается и фотография        |                        |                        |  |
| Натан Бикерман    |                           |                 | Колин Фергюсон       | Упоминается                     |                        |                        |  |
| Сюзан Бикерман    |                           |                 | Кристи Митчел        |                                 |                        |                        |  |
| Коннор Бикерман   |                           |                 | Джордан Греч         |                                 |                        |                        |  |
| Джим Бикерман     |                           |                 |                      | Роберт Инглунд                  | Роберт Инглунд         |                        |  |

## Создатели
| Роль                      | Фильм                     | Фильм                                                                | Фильм                            | Фильм                            | Фильм                               | Фильм                                                           |
| Роль                      | Лэйк Плесид: Озеро страха | Озеро страха 2                                                       | Озеро страха 3                   | Озеро страха 4: Последняя глава  | Озеро страха: Анаконда              | Озеро страха: Наследие                                          |
| Роль                      | 1999                      | 2007                                                                 | 2010                             | 2012                             | 2015                                | 2018                                                            |
| ------------------------- | ------------------------- | -------------------------------------------------------------------- | -------------------------------- | -------------------------------- | ----------------------------------- | --------------------------------------------------------------- |
| Композитор                | Джон Оттоман              | Натан Ферст                                                          | Натан Ферст                      | Фредерик Видман                  | Клод Войси                          | Андриес Смит                                                    |
| Сценарист                 | Пол Хирч Маршалл Харви    | Джон Квинн                                                           | Мэтт Майкл                       | Джон Квинн                       | Камерон Филлбек                     | Кристофер Миннс                                                 |
| Оператор                  | Дарин Окада               | Лоренцо Сенаторе                                                     | Антон Бакарски                   | Мартин Чиков                     | Иво Питчев                          | Тревол Карверли                                                 |
| Производственные компании | Phoenix Pictures          | Sci-Fi Pictures                                                      | Stage 6 FilmsUFO International   | UFO International                | Destination Films UFO International | Destination Films Blue Ice Pictures Out of Africa Entertainment |
| Распространитель          | 20th Century Fox          | 20th Century Fox Home Entertainment Sony Pictures Home Entertainment | Sony Pictures Home Entertainment | Sony Pictures Home Entertainment | Sony Pictures Home Entertainment    | Sony Pictures Home Entertainment                                |
| Длительность              | 82 минуты                 | 88 минут                                                             | 96 минут                         | 90 минут                         | 92 минуты                           | 93 минуты                                                       |

## Критика
| Фильм                           | Rotten Tomatoes    | Metacritic       | CinemaScore |
| ------------------------------- | ------------------ | ---------------- | ----------- |
| Лэйк Плэсид: Озеро страха       | 46 % (93 рецензии) | 34 (25 рецензий) | C           |
| Озеро страха 2                  | 11 % (9 рецензий)  |                  |             |
| Озеро страха 3                  | 50 % (2 рецензии)  |                  |             |
| Озеро страха 4: Последняя глава | 0 % (3 рецензии)   |                  |             |
| Озеро страха: Анаконда          | 0 % (1 рецензия)   |                  |             |
| Озеро страха: Наследие          | 0 % (1 рецензия)   |                  |             |

Серия фильмов "Озеро страха" была принята различными отзывами от зрителей и критиков: позитивные и резко негативные. Начиная с первого фильма, выпущенного в 1999 году, серия набрала популярность среди любителей хоррора.
Первый фильм получил смешанные отзывы от критиков. Одни оценили его за атмосферу напряжения и уровень страха, другие считали сюжет и персонажей недостаточно развитыми. Фильм оказался недостаточно успешным с коммерческой точки зрения, собрав около 56 миллионов долларов при бюджете в 35 миллионов.
С возрастанием популярности первого фильма, были сняты ещё пять частей - "Озеро страха 2", "Озеро страха 3", "Озеро страха 4: Последняя глава", "Озеро страха: Анаконда" и "Озеро страха: Наследие". Однако эти фильмы не получили такого успеха, как первая часть. Получились нераскрытые сюжеты и отсутствие основательной разработки персонажей, что сильно повлияло на оценки зрителей. Выход пятой и шестой части критики, в основном, проигнорировали.
Серия "Озеро страха" имеет свою фан-базу, состоящую из поклонников жанра ужасов. Некоторые ценят ее за атмосферу напряжения и жуткую атмосферу, другие видят в ней лишь еще одну серию фильмов ужасов, не предлагающую ничего нового или интересного.

## Саундтрек
| Название                                         | Дата релиза     | Длительность | Создатель    | Лэйбл             |
| ------------------------------------------------ | --------------- | ------------ | ------------ | ----------------- |
| Лэйк Плэсид: Озеро страха — Официальный саундрек | Июль 27, 1999   | 47:00        | Джон Оттоман | Varèse Sarabande  |
| Озеро страха 2 — Официальный саундтрек           | Август 12, 2008 | 24:00        | Натан Ферст  | Lakeshore Records |

## Другие медиа
Lake Placid: Croc Drop — интерактивная игра, выпущенная в 1999 году для продвижения фильма Лейк-Плэсид: Озеро страха того же года.
Lake Placid 2: Croc Alley — интерактивная игра, выпущенная в 2007 году для продвижения фильма Озеро страха 2 того же года.